# Europacup I hockey mannen 2006
De 33ste Europcup I hockey voor mannen werd gehouden van 1 tot en met 4 juni 2006 op het terrein van de Engelse club Cannock HC. Er deden acht teams mee, verdeeld over twee poules. HTC Stuttgarter Kickers won deze editie van de Europacup I.

## Poule-indeling

### Eindstand Groep A
| Team                       | Pnt | GS | W | G | V | DV | DT | DS  |
| -------------------------- | --- | -- | - | - | - | -- | -- | --- |
| 1. HTC Stuttgarter Kickers | 9   | 3  | 3 | 0 | 0 | 11 | 3  | +8  |
| 2. Oranje Zwart            | 6   | 3  | 2 | 0 | 1 | 11 | 3  | +8  |
| 3. Royal Léopold Club      | 1   | 3  | 0 | 1 | 2 | 5  | 10 | -5  |
| 4. Stroitel Brest          | 1   | 3  | 0 | 1 | 2 | 6  | 17 | -11 |

### Eindstand Groep B
| Team                    | Pnt | GS | W | G | V | DV | DT | DS  |
| ----------------------- | --- | -- | - | - | - | -- | -- | --- |
| 1. Atlètic Terrassa     | 7   | 3  | 2 | 1 | 0 | 16 | 5  | +11 |
| 2. KS Pocztowiec Poznań | 6   | 3  | 2 | 0 | 1 | 13 | 8  | +5  |
| 3. Cannock HC           | 4   | 3  | 2 | 1 | 0 | 20 | 8  | +12 |
| 4. SK Slavia Praha      | 0   | 3  | 0 | 0 | 3 | 2  | 30 | -28 |

## Poulewedstrijden

### Donderdag 1 juni 2006
- 11.30 A Oranje Zwart - Stroitel Brest 7-0 (3-0)
- 13.30 A Stuttgart Kickers - Royal Léopold Club 3-0 (1-0)
- 16.00 B Cannock - Pocztowiec 3-4 (1-4)
- 18.00 B Atlètic Terrassa - Slavia Praha 9-0 (5-0)

### Vrijdag 2 juni 2006
- 11.30 A Oranje Zwart - Royal Léopold Club 3-1 (1-0)
- 13.30 A Stuttgart Kickers - Stroitel Brest 6-2 (3-0)
- 16.00 B Cannock - Slavia Praha 15-2 (5-2)
- 18.00 B Atlètic Terrassa - Pocztowiec 5-3 (2-1)

### Zaterdag 3 juni 2006
- 10.30 A Royal Léopold Club - Stroitel Brest 4-4 (1-2)
- 12.30 A Oranje Zwart - Stuttgart Kickers 1-2 (1-2)
- 15.00 B Cannock - Atlètic Terrassa 2-2 (1-1)
- 17.00 B Slavia Praha - Pocztowiec 0-6 (0-4)

## Finales

### Zondag 4 juni 2006
- 09.00 4e A v 3e B Stroitel Brest - Cannock 0-10 (0-2)
- 11.30 3e A v 4e B Royal Léopold Club - Slavia Praha 3-0 (2-0)
- 14.00 2e A v 2e B Oranje Zwart - Pocztowiec 5-2 (2-1)
- 16.30 1e A v 1e B Stuttgart Kickers - Atlètic Terrassa 3-1 (2-1)

## Einduitslag
1.  HTC Stuttgarter Kickers 

2.  Atlètic Terrassa 

3.  Oranje Zwart 

4.  KS Pocztowiec Poznan 

5.  Cannock HC 

5.  Royal Léopold Club 

7.  Stroitel Brest 

7.  SK Slavia Praha 